# Ernst Haeckel
Ernst Heinrich Philipp August Haeckel (16. února 1834 Postupim – 8. srpna 1919 Jena) byl německý biolog, představitel darwinismu, profesor na jenské univerzitě. Ve filozofii byl stoupencem naturalismu a monismu.

## Život
Narodil se v Postupimi v evangelické rodině pruského právníka a státního úředníka. Absolvoval gymnázium v Merseburgu, kde ho zaujala hlavně botanika a přírodní vědy. Poté studoval medicínu a přírodní vědy na univerzitách v Berlíně a Würzburgu. Doktorát medicíny získal na Berlínské univerzitě v roce 1857; krátce působil jako praktický lékař. Po cestě do Itálie a na Sicílii, kde studoval mořské prvoky, se vzdal lékařské praxe a zcela se věnoval přírodním vědám. V roce 1861 se habilitoval na univerzitě v Jeně a v roce 1865 se na téže univerzitě stal řádným profesorem zoologie. I když mu byl nabízen přechod na větší univerzity, působil na jenské univerzitě až do odchodu na odpočinek v roce 1909.

## Dílo, myšlenky

### Přírodovědecké práce
Haeckel se účastnil mnoha expedic s cílem poznat přírodu a její celistvost a bohatost. Jedna z prvních studijních výprav v italské Messině, jejímž cílem bylo studium podmořského světa, měla rozhodující vliv na jeho vědecké dílo. Svůj výzkum roku 1862 zúročil v dvousvazkové monografii Die Radiolarien (Rhizopoda radiata). Popsal více než 4000 druhů mořských živočichů, které i kreslil; jeho kresby obsahuje známá kniha Kunstformen der Natur (1904, Umělecké tvary přírody). Haeckel byl jedním z vůdčích zoologů své doby se zvláštním zaměřením na bezobratlé.
Vědecké renomé si získal též propagací Darwinovy evoluční teorie, kterou přijal jako první významný biolog v Německu a kterou obohatil mimo jiné tím, že definoval pojmy fylogeneze a ontogeneze, rozvinul učení o zákonitostech vzniku a vývoje živé přírody, sestavil fylogenetické rodokmeny a začlenil člověka do celkové evoluce. Ve spisu Generelle Morphologie der Organismen (1866, Všeobecná morfologie organismů) rozvíjel novou nauku o tvarech v biologii na evolučním základě a vyslovil tzv. biogenetický zákon, podle kterého je život každého organizmu v jeho raném vývoji nejprve rekapitulací jeho fylogeneze. V tomto spisu též vytvořil termín „ekologie“, jímž označoval vztah živočicha k prostředí a k jiným organizmům. Darwinovu teorii a ideu přirozeného vzniku živé přírody (včetně člověka) z anorganických látek rozvíjel i ve spisech Natürliche Schöpfungsgeschichte (1868, Přirozené dějiny stvoření), a Anthropogenie oder Entwicklungsgeschichte des Menschen (1874, Anthropogenie čili Dějiny vývoje lidí). Nauku o vývoji živočišných a rostlinných kmenů rozpracoval v trojsvazkové práci Systematische Phylogenie (1894–1896, Systematická fylogenie).

#### Obvinění z podvodu
(V oddílu „Haeckelovy náčrtky embryí“.)
V prvním vydání spisu Natürliche Schöpfungsgeschichte (1868, Přirozené dějiny stvoření) použil Haeckel identický dřevořez pro zobrazení raného vývoje zárodků tří různých obratlovců – psa, kuřete a želvy. Když mu to bylo vytknuto, hájil se tím, že v takto raném stádiu vývoje není možné žádné rozdíly pozorovat. V dalším vydání knihy však chybu opravil. Na základě tohoto pochybení byl Haeckel odpůrci evoluce obviňován z podvodu. Četní odborníci ale vystoupili na obranu Haeckela. V roce 1909 podepsalo několik desítek přírodovědců prohlášení, ve kterém v zájmu vědy co nejostřeji odsuzují boj rozpoutaný proti Haeckelovi a konstatují, že myšlenka vývoje, jak je vyjádřena ve vývojové teorii, nemůže být ohrožena několika nesprávně provedenými vyobrazeními embryí.

### Propagace darwinismu a monismu
Na sjezdu německých přírodovědců a lékařů v Mnichově roku 1877 Haeckel promluvil na téma „O vztahu dnešní vývojové nauky ke vědě vůbec“. Jeho řeč obsahovala výklad Darwinovy teorie s důslednou aplikací na člověka a požadavek jejího zavedení do škol. Výklad zjevených náboženských pravd (např. starozákonní popis stvoření) by měl být ze školy vyloučen a na jeho místo má být postaveno přirozené poznání vývojových zákonů. Haeckelovy názory vzbudily nelibost nejen v církevních kruzích, ale i u některých vědců. Přímo na sjezdu proti nim vystoupil Virchow, který mimo jiné namítal, že vývojová nauka nesmí být zavedena do škol už i proto, že má patrné socialistické tendence. Haeckel se pak v práci Freie Wissenschaft und freie Lehre (1878, Volná věda a volné učení) obhajoval proti tvrzení, že by darwinismus měl něco společného se socialismem. Podle něho je darwinismus spíše aristokratickou naukou, učí prvenství lepších jedinců a není ani demokratický, natož socialistický.
I v dalších letech neustal Haeckel propagovat evoluční teorii, přičemž zvlášť ostře vystupoval proti církevním dogmatům. Křesťanský Bůh je podle něho jen zosobněním lidských vlastností, papežství je „zahanbující zjev devatenáctého století". Staré pověry chtěl Haeckel nahradit vědeckým učením, zejména tzv. monismem, podle kterého svět vznikal pozvolna z prahmoty.
Monismus propagoval zejména v knize Die Welträthsel. Gemeinverständliche Studien über monistische Philosophie (1899, Záhady světa. Populární studie o monistické filosofii; česky 1905). V této práci, jež se stala bestsellerem,  reagoval na sedm záhad světa, které v roce 1880 formuloval Emil Du Bois-Reymond (podstata látky a síly, počátek pohybu, prvopočáteční vznik života, účelnost přírody, vznik prostého smyslového vnímání, počátek řeči a svoboda vůle). Podle Haeckela jsou všechny tyto problémy v zásadě vědecky řešitelné. Výklad těchto záhad Haeckel podle Spinozova vzoru opřel o panteistické pojetí světa, zahrnující jedinou univerzální substanci, jež se projevuje prostřednictvím látky a energie a je uspořádána podle všeobecného kauzálního zákona. Hmota je podle něj „oduševnělá“ již ve svých nejjednodušších formách, a příroda je tudíž ve všech svých podobách v zásadě živá; jeho názory lze tedy označit i jako hylozoismus. Vývojové dějiny lidstva jakožto složku všeobecné evoluce Haeckel vzal za základ naturalistického výkladu vnímání, vědomí a myšlení. Volným pokračováním knihy Záhady světa se stal spis Die Lebenswunder (1904, Zázraky života). Konečnou podobu své ontologii dal Haeckel ve spisu Kristallseelen: Studien über das anorganische Leben (1917, Duše krystalů: studie o anorganickém životě).
Haeckel působil nejen skrze své spisy, ale ve 20. století také skrze Německý svaz monistů (Deutscher Monistenbund). Toto sdružení intelektuálů pro upevnění přírodovědeckého světového názoru bylo založeno v roce 1906 v Jeně pod Haeckelovým vedením. V roce 1911 se předsedou svazu stal nositel Nobelovy ceny Wilhelm Ostwald. Téměř všichni členové svazu byli ateisté a spojovalo je zaměření proti křesťanskému zjevení, mystice a idealistickým spekulacím; snažili se odvodit všechny věci a jevy z přirozených příčin. Německý svaz monistů působil až do roku 1933, kdy byl rozpuštěn nacisty. Haeckel dovršil svůj rozchod s křesťanstvím tím, že v roce 1910 vystoupil z evangelické církve.
Haeckel je někdy označován jako „německý Darwin“. V době první světové války podporoval imperiální snahy Německa a v říjnu 1914 podepsal Manifest 93. V oblasti etiky a společnosti se hlásil k umírněnému sociálnímu darwinismu, na nějž později navázala eugenika, kterou praktikovali nacisté.
V nynějším zápasu lidského ducha, který hýbe veškerým myslícím člověčenstvem, stojí na jedné straně světlý prapor vědy: svobody ducha a pravdy, rozumu a osvěty, vývoje a pokroku; na druhé straně však stojí s černým praporem hierarchie, otroctví ducha a lež, nerozum, surovost, pověra a zpátečnictví. Polnice tohoto obrovského boje oznamuje červánky nového dne a konec dlouhé noci středověké. (...) Teorie vývojová je zajisté těžkou střelbou v boji proti lži a hlouposti. Celé řady dualistických klamných závěrů se boří řetězovými výstřely tohoto monistického dělostřelectva. Hrdá stavba římské hierarchie, mocná pevnost „neomylné" dogmatiky, se bortí jako budka z karet. Celé knihovny církevní moudrosti a filosofie se rozpadnou vniveč, jakmile na ně zasvítí slunce vývojové teorie.
Ernst HAECKEL, Anthropogenie, 1874

## České překlady
- HAECKEL, Ernst. Záhady světa: Populární studie o monistické filosofii. S dosl. Vyznání víry čistého rozumu. Přeložil Karel Malíř. Praha: Samostatnost, 1905. 321 s. cnb000592952.
- HAECKEL, Ernst. Je posmrtný život? 1. vyd. Praha: Státní nakladatelství politické literatury, 1959. 24 s. cnb000513976.

## Galerie

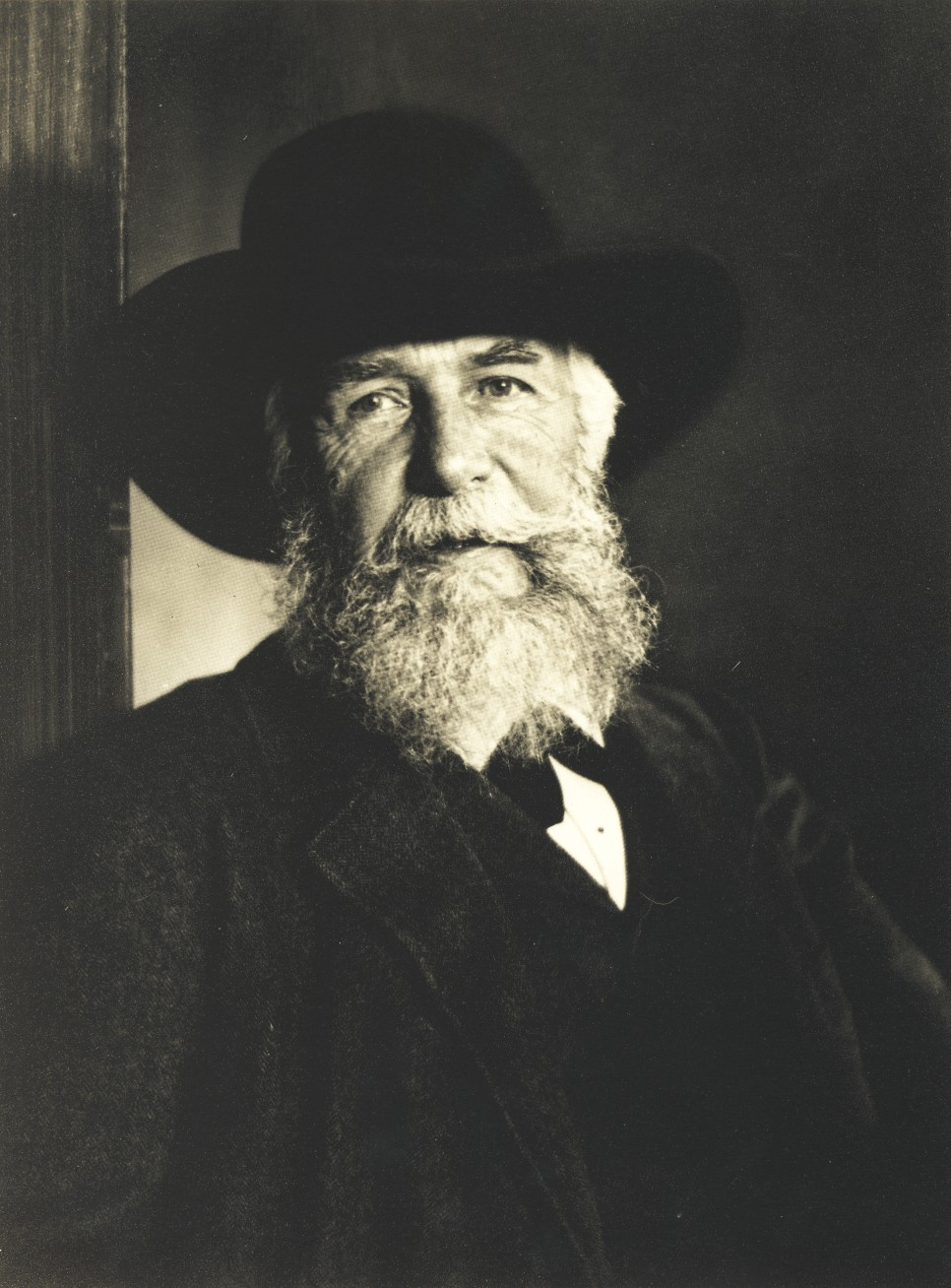
Nicola Perscheid: Ernst Haeckel (1918)
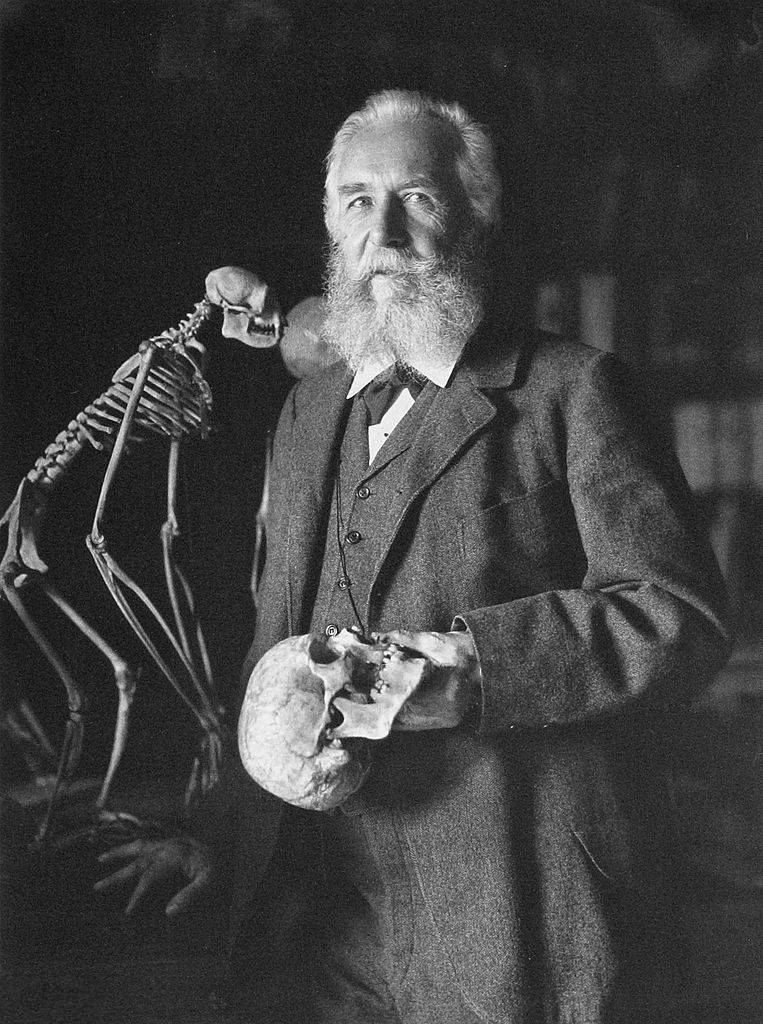
Nicola Perscheid: Ernst Haeckel (1906)
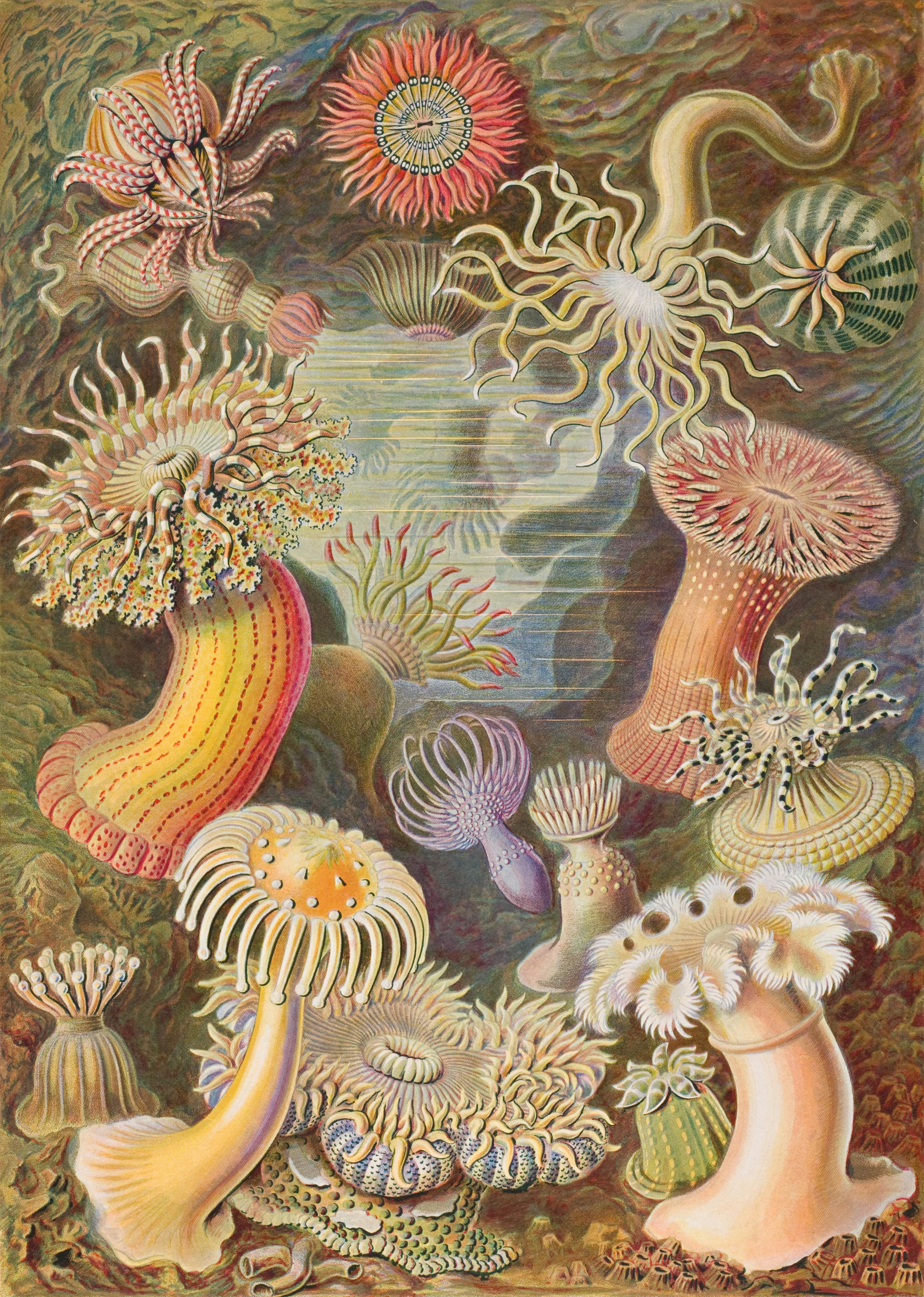
49. list knihy Umělecké formy přírody (Kunstformen der Natur), vytvořené v roce 1904 Ernstem Haeckelem, zobrazuje různé mořské sasanky (řád Actiniaria)
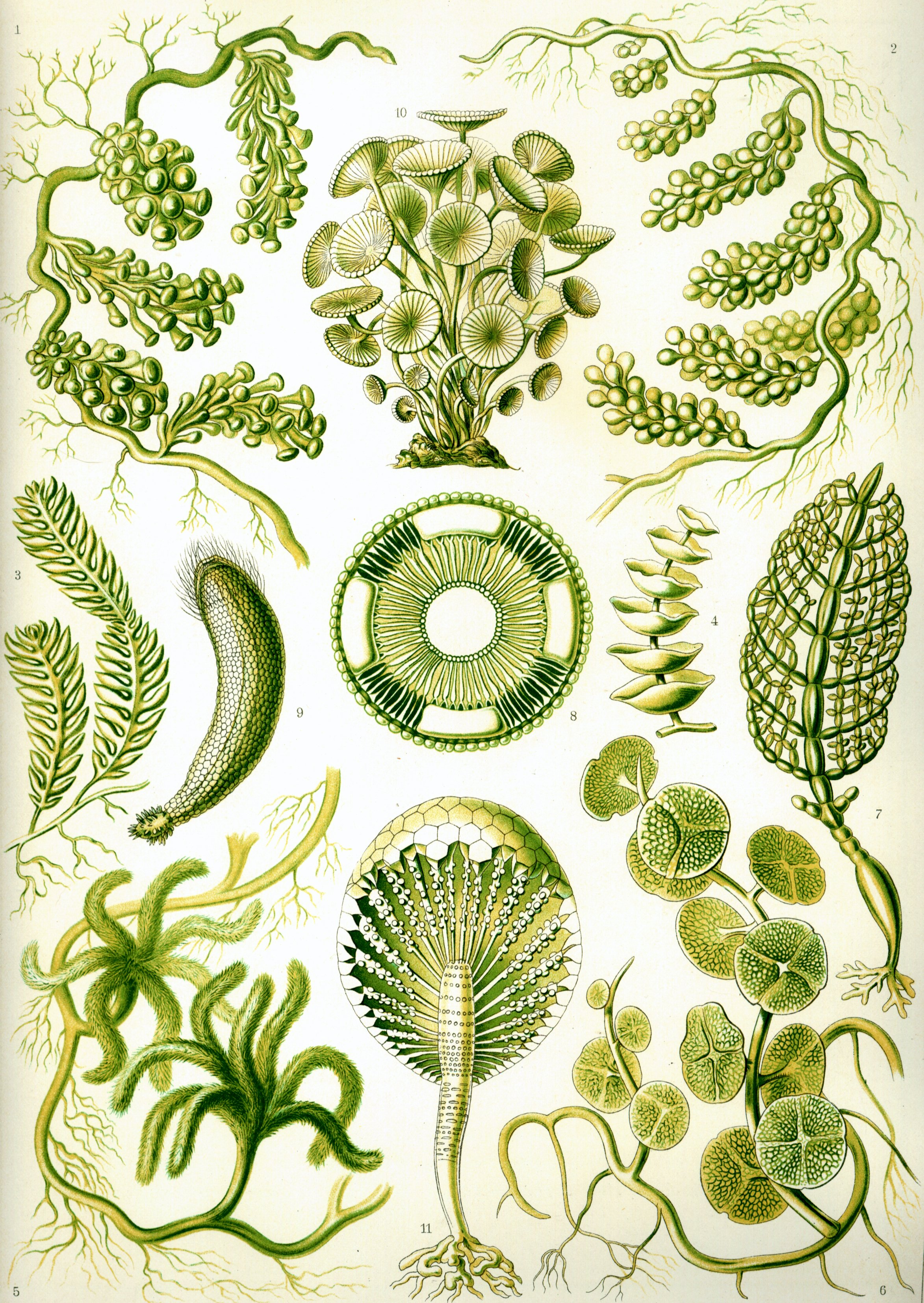
64. list knihy Umělecké formy přírody (Kunstformen der Natur), zobrazující Siphoneae
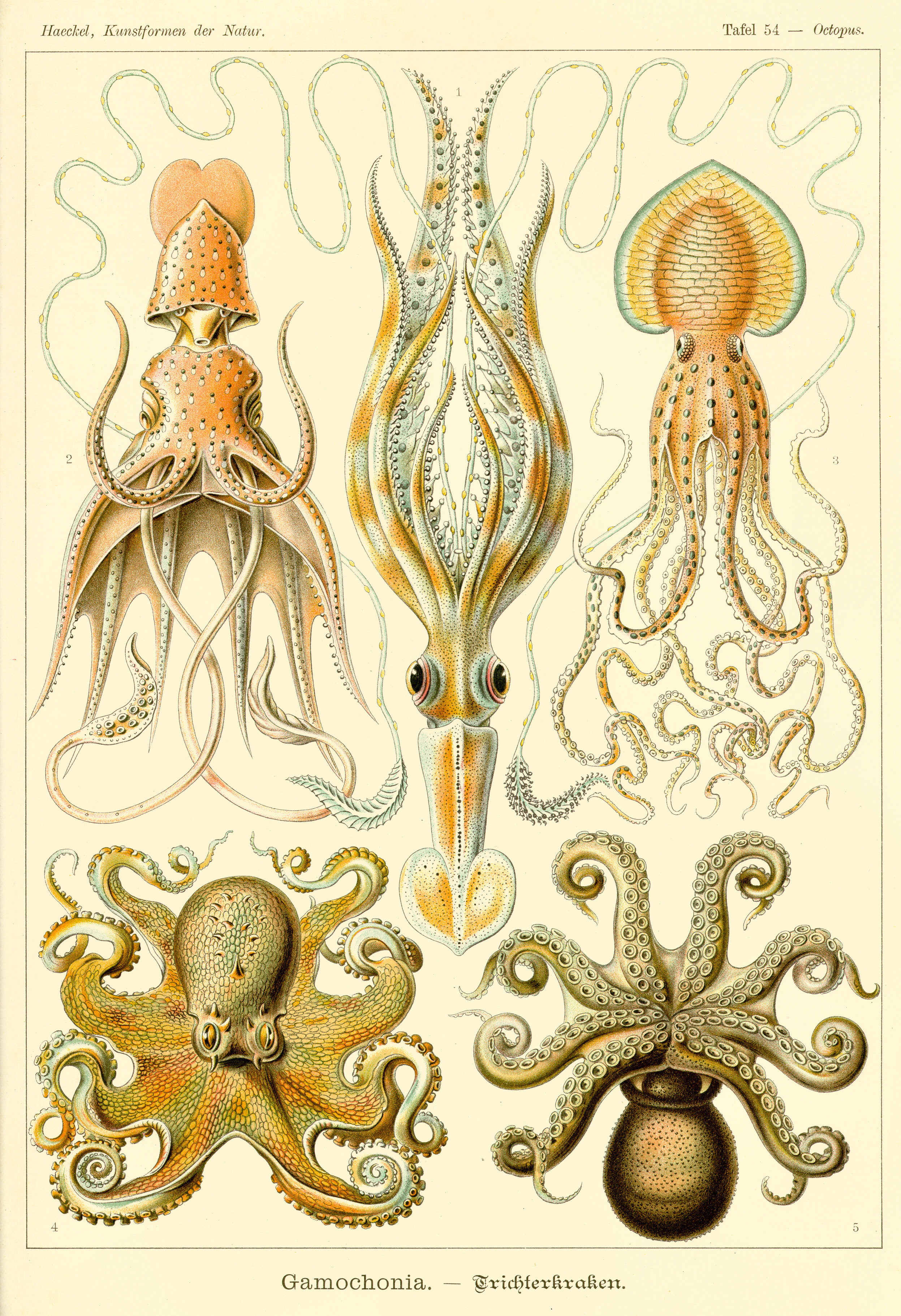
54. list knihy Umělecké formy přírody (Kunstformen der Natur), zobrazující Gamochonia
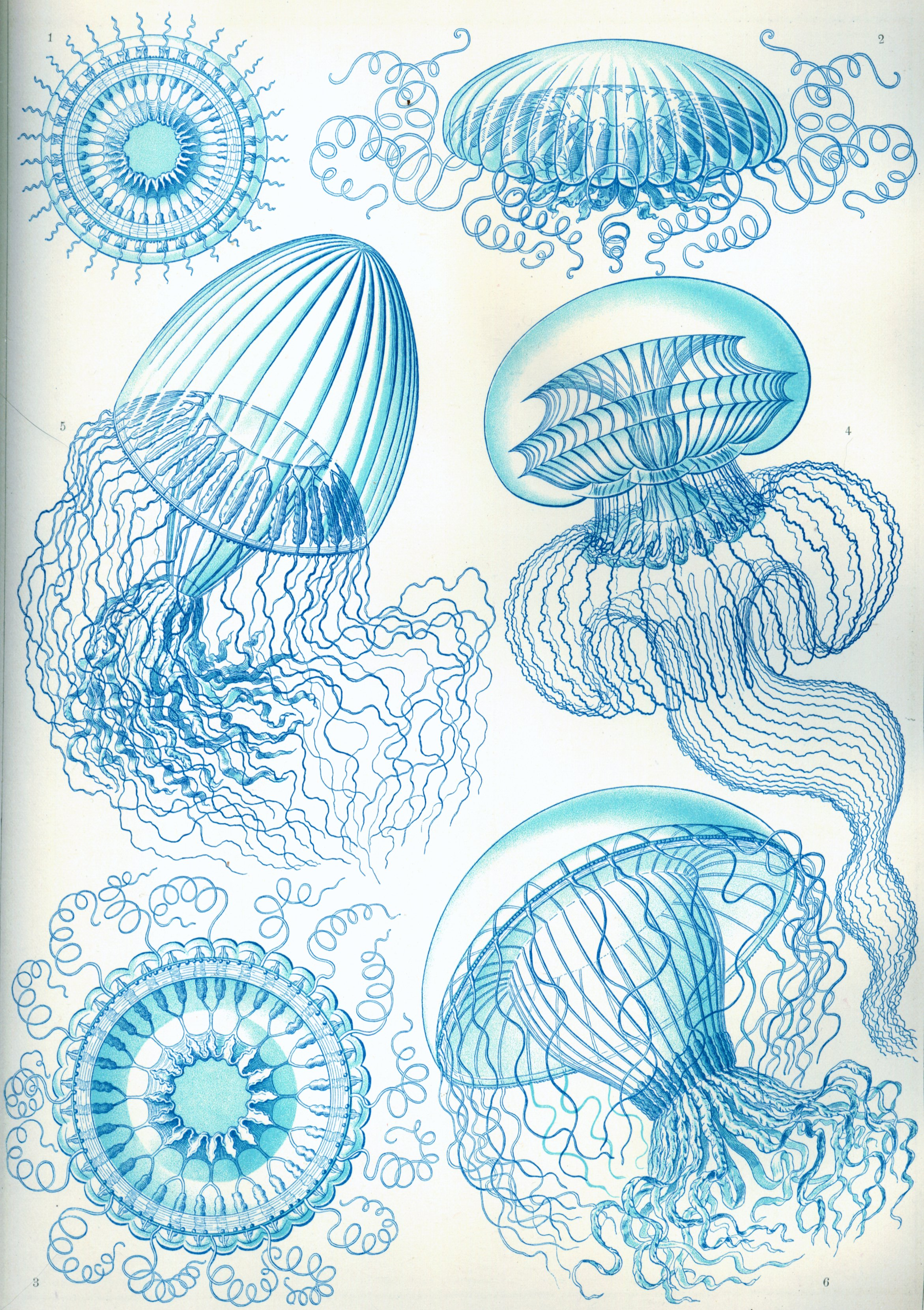
36. list knihy Umělecké formy přírody (Kunstformen der Natur), zobrazující Leptomedusae
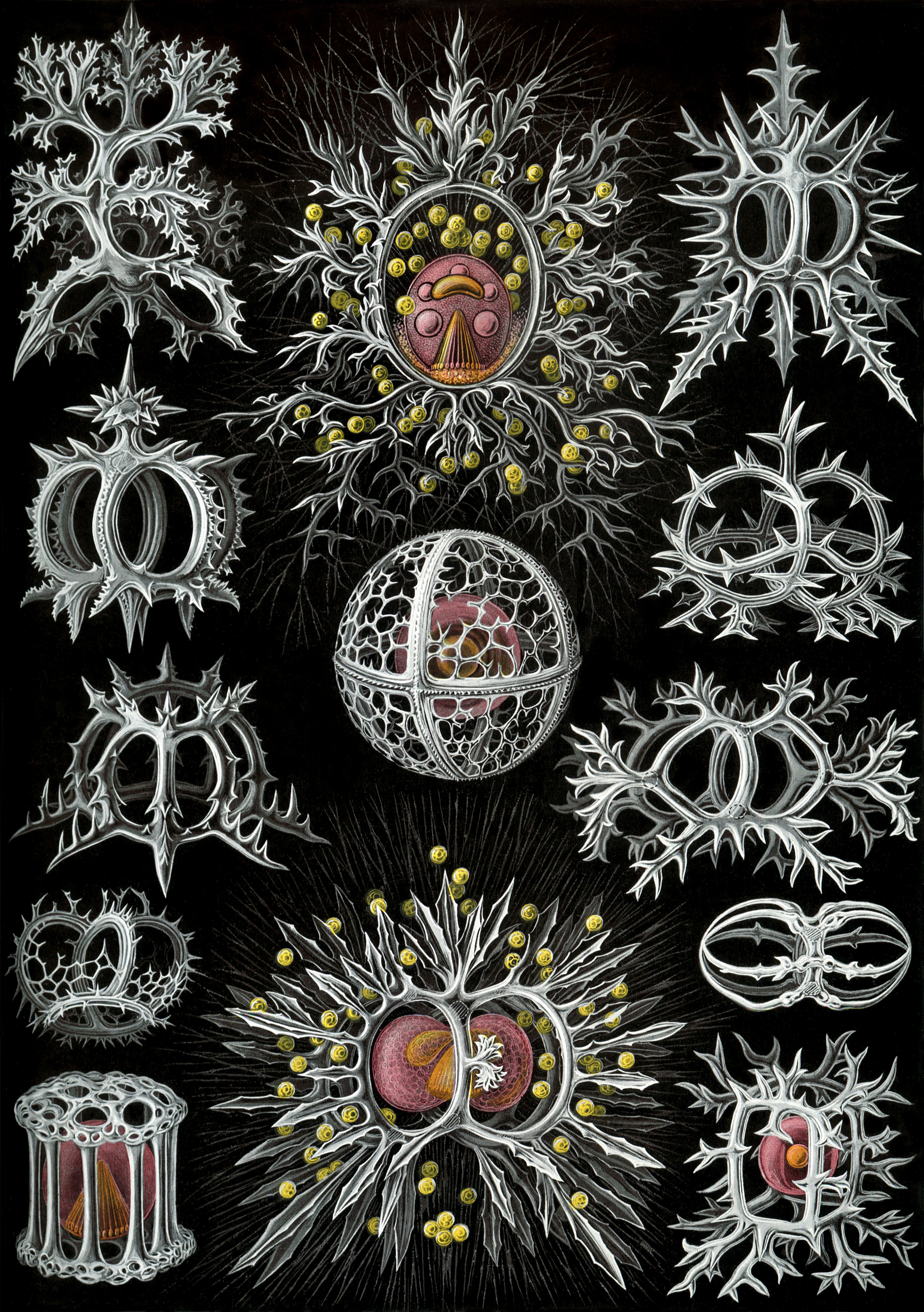
71. list knihy Umělecké formy přírody (Kunstformen der Natur), zobrazující Stephoidea
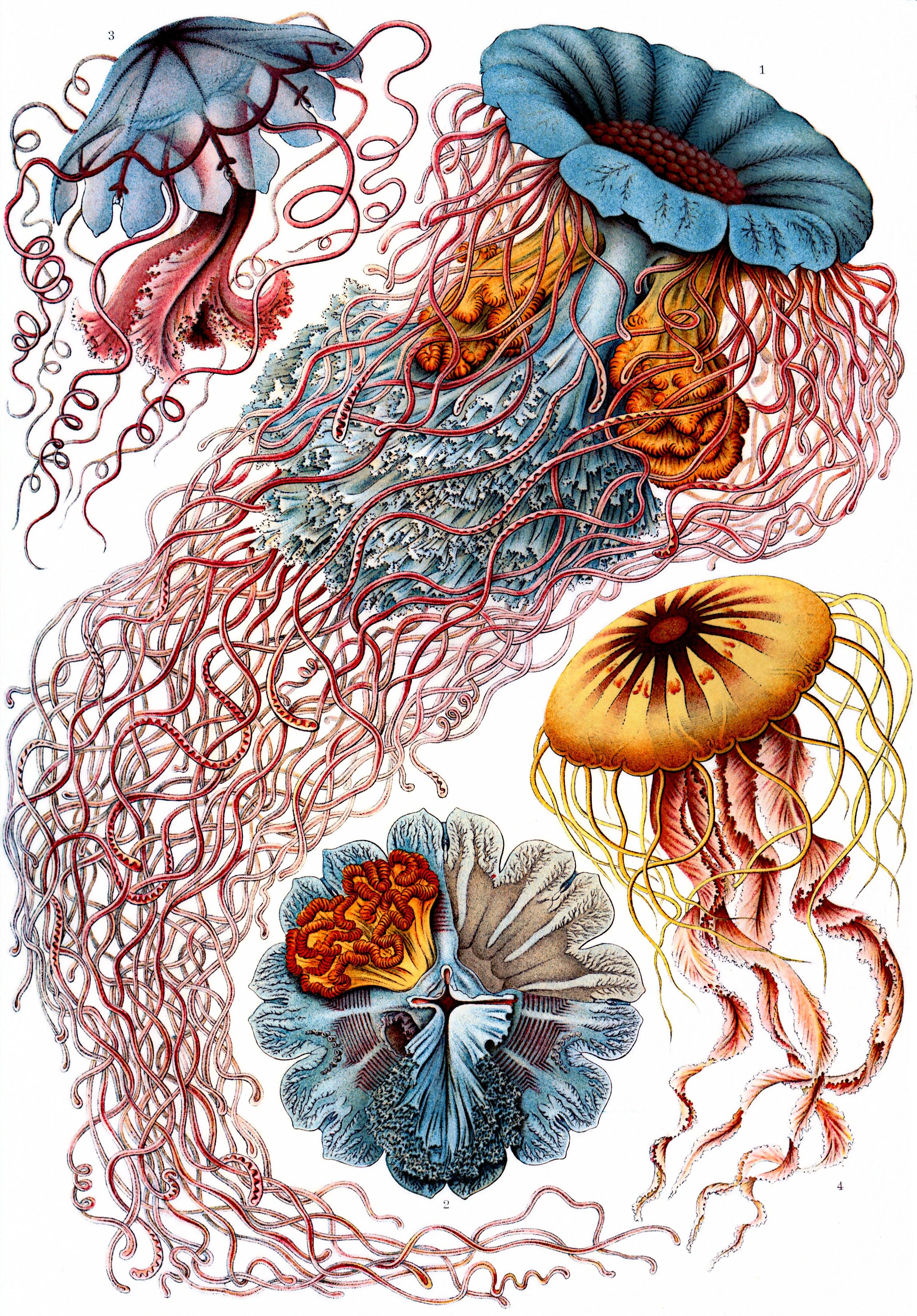
71. list knihy Umělecké formy přírody (Kunstformen der Natur), zobrazující Discomedusae